# 杨沫

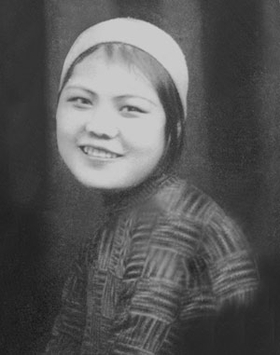
现存杨沫最早的照片（1933年，时年19岁）

杨沫（1914年8月25日—1996年），原名杨成业，曾用名杨君茉、杨默。湖南湘阴人，生于北京，中国女作家，笔名还有杨君默、杨默。代表作长篇小说《青春之歌》。

## 生平
杨沫祖籍湖南省湘阴县东山里杨家仑（今属汨罗市大荆镇），生于北京。出身名門世家，父亲杨震华又名杨云钦，曾中過舉人，於京師大學堂畢業，成立報社，是當年的大地主之一。
杨沫有一兄，两妹，包括著名影星杨成芳，即白杨。杨沫性格叛逆。1928年考入北京西山温泉女中，三年后家庭破产而失学。父亲出走，母亲为解决经济困难令其与一军官结婚。为抗婚，杨沫初中毕业后不久即离家。在河北省香河县、定县等地教小学，后又在北京当家庭教师、书店店员。
1930年，因为张中行帮助其找工作（小学教员）而与其结识，后同居。生有一子一女。1933年通过妹妹白杨在“苞莉苞剧社”认识了许多左翼青年，后在地下党在北平开设的书店当过店员。1934年开始文学创作，多是些反映抗战的散文和短篇小说。杨沫与张中行因为家庭矛盾、政治分歧而多次不和，她不愿过家庭妇女的生活，最终在5年后分手。杨沫晚年回忆：当时她想出去工作，到处碰钉子，家务事一大堆，烦死人了，哪还顾得上写文章，好像女人生来就是为男人当附属品的；“那个时代，去参加革命的女青年，如李宝光、罗云、于陆琳、丁一岚，人人都对革命工作有出色贡献，不让须眉。反过来看看，留下来的那些女同学和亲友，大部分做了贤妻良母，难道说她们都无才华？不是的，旧社会没有她们工作的机会。”1934年到河北定县铁路小学教书，次年失业。1936年第二次到香河县高小教书，经教师、地下党员贾汇川介绍，和中共地下党员马建民认识。马建民是北平《世界日报》职员，为躲避追捕避难香河县。二人结婚，又生有3个子女。杨沫的丈夫马建民做为当地共产党领导，声称杨于1936年12月秘密加入中国共产党，从事党的地下工作。但文革中于强大压力下声称当时只是为了安慰杨编造的，杨为其他党内同志所承认应该是1938年的一次党员重新登记。
抗战爆发后，马建民回到家乡深泽县开展抗日工作。1937年12月杨沫带着一岁的孩子也到此。马建民任冀中区安国县第一任县委书记，杨沫任安国县妇救会主任、冀中区妇救会宣传部长。1938年转入位于大清河以北、平津保三角地带的最艰苦的冀中第十分区工作，经历了毕生最危险、最残酷、最紧张、最艰苦的时期。杨沫回忆：“这里敌我阵营犬牙交错，短兵相接，相互渗透，彼此都是对方的眼中钉肉中刺。工作十分危险，说死就死，干部的伤亡率非常高，递补频繁。十分区所辖的几任县长、县委书记都是一个一个或牺牲，或被俘，或叛变，又一个一个上任。”马建民先后任霸县县长兼分区战报社社长、第一联合县县长、专员公署秘书、主任、十分区抗联会主任兼党支部书记。杨沫任十分区妇救会宣传部长，经常和扫荡的日军兜圈子，躲在苇塘青纱帐里，被蚊虫叮咬。杨沫虽然亲身参加的战斗不多，但经历与耳闻目睹了很多战友、同事壮烈牺牲的事迹。1940年12月22日，分区32团500余人在容城县大后台被围，最后只有数十人突围，497人阵亡。1941年9月，冀中妇救会主任韩朝新在完县（今顺平县）贾西庄突围时牺牲，年仅22岁，她是直隶女二师肆业，曾在深泽县当过妇救会主任，与杨沫共同出席冀中第一次妇代会，1941年春与冀中区委宣传部长周小舟结婚。1941年春杨沫因患黑热病、疟疾到平汉路西十分区在易县的后方医院治疗，并在十分区政治部宣传科任编辑，科长路扬。1941年12月，开始从事党的宣传工作，先后在平西根据地的《挺进报》。曾任晋察冀边区妇联主办的《时代妇女》主编。1943年4月，杨沫又回到经历极端残酷五一大扫荡的冀中十分区任抗联会宣传部长、分区《黎明报》社编辑。当时分区机关驻雄县米家务一带。
1945年11月调入《晋察冀日报》社任编辑、副刊主编。1949年5月，任北平市（北京市）妇联宣传部副部长。由于疾病缠身，工作不如意，杨沫于1951年开始动笔《青春之歌》（原名《烧不尽的野火》）；1955年4月底完成初稿。因没有突出歌颂工农兵，写小资产阶级情调，还搞三角恋爱，哪有阶级斗争气氛，屡遭退稿。
1952年12月任中央电影局剧本创作所编剧、党支部委员，并存担任过一段时间的党支部书记（为单位的一把手），被称呼为“杨大姐”。1955年8月之后的反胡风运动紧张阶段数月时间里，杨沫任文化部调查组组长，去上海、南京搞外调。1956年全国普调工资，作为红军时期入党的老革命，杨沫起码应该升一级工资，升两级也正常；但单位以“没有写出好剧本，私下写小说不务正业”为由未给调资。1957年秋，任北京电影制片厂编剧。1958年1月才由作家出版社出版此书，同时《北京日报》连载。小说大获成功，成为影响一代人的名作与女性奋斗觉醒的范例。《青春之歌》于1959年改编为同名电影上映，同样引起轰动，成为经典之作。荣誉纷至沓来：先进工作者、三八红旗手、各种领导职务与社会兼职。1963年1月调北京市文联从事专业文学创作，先后任中国作家协会北京分会筹备委员会副主席、中国作家协会北京分会副主席、北京市文学艺术界联合会副主席、主席。中国作协理事。1964年当选为第三届全国人大代表。
杨沫在文革中遭受一定冲击，主要罪名是其著作《青春之歌》有（小）资产阶级思想。
“文革”结束后，当选为第五、六、七、八届全国人大代表以及第五届全国人大常委会委员。第四届中国作协主席团成员；从1989年起至逝世前任北京市文联主席。

## 作品
1934年发表了第一篇作品——散文《热南山地居民生活素描》。以后又以“小慧”等笔名发表揭露日寇暴行的短篇小说、散文。主要著作有长篇小说《青春之歌》、《东方欲晓》、《芳菲之歌》、《英华之歌》，中篇小说《苇塘记事》，作品集《红红的山丹花》、《杨沫散文集》、《自白——我的日记》、《不是日记的日记》、《站在八十年代的地球上》、《杨沫文集》(七卷)等。其代表作《青春之歌》累计印数已超过500 万册，还被译成英、法、德、俄、日、朝鲜、越南、希腊、印尼、阿拉伯、巴基斯坦、保加利亚等十六、七种文字在国外发行，并由她改编成电影文学剧本，拍成电影，成为我国当代最有影响的作品之一。
《英华之歌》是杨沫1937年至1949年在根据地革命斗争经历提炼写出的长篇小说，是《青春之歌》的续篇。杨沫自认《英华之歌》无论从文字、结构和思想内容都不逊色，全书一条线就是党内思想斗争，正确的占主导地位时革命斗争节节胜利，左的右的抬头时革命形势就失败了；可惜书出得太晚了，已不合时宜。

## 家人
第一任丈夫张中行：1930年结婚。1935年离婚。
第二任丈夫马建民：文革中反目。
杨沫曾经同其罗姓秘书相恋多年，但是其家人朋友很多认为此人是另有所图。杨沫后和化学专家李蕴昌结婚，辞退了秘书。
第三任丈夫李蕴昌：北京化工研究院搞化工专业的高级工程师，燕京大学毕业，发妻于1986年去世，有三个子女。李蕴昌比杨沫年轻五岁，籍贯河北省新城县，抗战时期杨沫在新城县为核心区的冀中十分区出生入死坚持敌后斗争多年，对当地非常熟悉；所以1989年5月初经挚友介绍相识后，两人一见如故，很快谈到了一块。李蕴昌的几个同学，抗战初期回家参加革命，冀中区“肃托”时被用大刀砍头，其中有表弟许应骥与好友黄锋（黄守中）；这些人与事杨沫当时亲历（早已写入了长篇《英华之歌》），还有李蕴昌在燕京大学的方绰和清华大学的熊大正就是在白溝河附近被砍杀的，当时杨沫偷偷地落泪，认为太可惜了。1989年9月结婚。六年后杨沫病逝，大部分遗产捐赠给文学机构，包括其最后一位丈夫李蕴昌以杨沫名义捐出的所获遗产6万元人民币给中国现代文学馆。
女儿徐然：从事文学工作。在张中行晚年终于父女相认。
儿子青柯：推动四民武术社复社。
女儿马豁然（小名“小胖”）离婚后曾经和著名歌唱家刘秉义婚外同居，并怀着胎儿被毒杀，凶手尚无司法结论。杨沫相信刘是凶手，后曾后悔当时未能利用自己影响尽力查明真相。
儿子马波（笔名老鬼）也是作家。
杨的子女曾经指责杨沫疏于亲情，杨沫本人从小没有得到父母疼爱，儿女情很淡；入党后忙于革命工作，无暇照顾子女的职业革命者与领导干部；建国后子女都送全托幼儿园与学校长大，杨沫自己常去外地创作假几个月半年，疏于母爱与母教；但是晚年终于和好。